# Eugen Meindl
Eugen Meindl (16. července 1892, Donaueschingen – 24. ledna 1951, Mnichov) byl německý generál výsadkových vojsk za druhé světové války. Kromě jiných vyznamenání je držitelem Rytířského kříže železného kříže s dubovou ratolestí.
Narodil se v roce 1892 v Donaueschingenu v Bádensku. Do armády vstoupil v roce 1912, sloužil u různých dělostřeleckých jednotek Reichswehru a wehrmachtu. V listopadu 1939 byl jmenován velitelem 112. pluku horského dělostřelectva ve Štýrském Hradci. U Narviku poprvé skočil z letadla, k Luftwaffe byl převelen v listopadu 1940. V roce 1941 se účastnil invaze na Krétu, kde byl těžce raněn.
V roce 1943 Meindla zmínil Wehrmachtbericht, v témže roce byl jmenován velitelem 2. parašutistického sboru, který čelil spojenecké invazi na západě a později bojoval u Klév a v Reichswaldu. V bojích u Gochu a na rýnském předmostí u města Wesel se jednotka vzdala. Eugen Meindl zemřel v roce 1951.

## Významná vyznamenání
- |  Železný kříž 1. třída (17. ledna 1916) a 2. třída (18. července 1915)
- |  Spona k Železnému kříži (1939) 1. třída (10. června 1940) a 2. třída (22. října 1939)
- Narvický štít (10. listopadu 1940)
- černý Odznak za zranění (25. října 1941)
- Medaile za východní frontu (9. srpna 1942)
- Německý kříž ve zlatě (27. července 1942 v hodnosti generálmajora)
- Rytířský kříž Železného kříže s dubovou ratolestí
  -  Rytířský kříž 14. června 1941 v hodnosti generálmajora a velitele Fallschirmjäger-Sturm-Regiment
  -  dubové ratolesti 31. srpna 1944 v hodnosti generála výsadkových vojsk a velitele II. parašutistického sboru jako 564. v pořadí vyznamenaných